# Consuelo (estación)
La estación sencilla Consuelo, hace parte del sistema de transporte masivo de Bogotá llamado TransMilenio inaugurado en el año 2000.

## Ubicación
La estación se encuentra ubicada en el sur de la ciudad, más específicamente en la Avenida Caracas entre carreras 12 y 11A. Se accede a ella mediante un cruce semaforizado ubicado sobre la Carrera 12.

## Origen del nombre
La estación recibe el nombre por una urbanización cercana. Atiende los barrios Tunjuelito, San Jorge Sur, El Playón y alrededores.

## Historia
A comienzos del año 2001, fue inaugurada la segunda fase de la Troncal Caracas desde Tercer Milenio, hasta la estación intermedia de la Calle 40 Sur. Meses más tarde el servicio fue extendido al sur, hasta el Portal Usme.

## Servicios de la estación

### Servicios troncales
| Tipo                                            | Rutas al Norte | Rutas al Sur |
| ----------------------------------------------- | -------------- | ------------ |
| Expresos todos los días todo el día             | B75 M83        | H75 H83      |
| Expresos lunes a viernes todo el día            | C17            | H17          |
| Expresos lunes a viernes hora pico de la mañana | J76            |              |
| Expresos lunes a viernes hora pico de la tarde  |                | H76          |
| Expresos sábados de 4:00 a. m. a 3:00 p. m.     | C17            | H17          |

### Esquema
| ← Norte    |         |         |
| Carrera 12 | C17M83  | B75J76  |
|            | Vagón 2 | Vagón 1 |
| Carrera 12 | H17H83  | H75H76  |
| Sur →      |         |         |

### Servicios urbanos
Así mismo funcionan las siguientes rutas urbanas del SITP en los costados externos a la estación, circulando por los carriles de tráfico mixto sobre la Avenida Caracas, con posibilidad de trasbordo usando la tarjeta TuLlave:
| Código | Sector              | Dirección            | Rutas                                |
| ------ | ------------------- | -------------------- | ------------------------------------ |
| 037A11 | H Estación Consuelo | Av. Caracas - KR 12A | H530H622H708H720H721 39 577 953 SE14 |
| 004A12 | H Br. El Playón     | Av. Caracas - KR 11  | A708A720G530K721 39 577 953 SE14     |

## Ubicación geográfica
| Noroeste: H Biblioteca | Norte: H Socorro | Nordeste: Rafael Uribe Uribe |
| Oeste: Tunjuelito      |                  | Este: Rafael Uribe Uribe     |
| Suroeste: Tunjuelito   | Sur: H Molinos   | Sureste: Rafael Uribe Uribe  |